# Montesquieu-Lauragais
Montesquieu-Lauragais är en kommun i departementet Haute-Garonne i regionen Occitanien i södra Frankrike. Kommunen ligger i kantonen Villefranche-de-Lauragais som tillhör arrondissementet Toulouse. År 2022 hade Montesquieu-Lauragais 1 035 invånare.

## Befolkningsutveckling
Antalet invånare i kommunen Montesquieu-Lauragais
Referens:INSEE